# Lăstun de stâncă
Lăstunul de stâncă (Ptyonoprogne fuligula) este o specie de pasăre din familia Hirundinidae, care este rezidentă în Africa centrală și de sud. 

## Taxonomie
Lăstunul de stâncă a fost descris oficial în 1842 ca Hirundo fuligula de către medicul, exploratorul și zoologul german Martin Lichtenstein și a fost mutat în noul gen Ptyonoprogne de către ornitologul german Heinrich Gustav Reichenbach în 1850. Cele mai apropiate rude ale sale sunt ceilalți trei membri ai genului: lăstunul de deșert (P. obsoleta) din nordul Africii, lăstunul cenușiu de stâncă (P. concolor) din sudul Asiei și lăstunul euroasiatic de stâncă (P. rupestris). Numele genului este derivat din greaca veche ptuon (πτύον), „evantai”, referindu-se la forma cozii deschise, și Procne (Πρόκνη), o fată mitologică care a fost transformată într-o rândunică. Denumirea specifică fuligula înseamnă „funingine-gât”, din latinescul fuligo , „funingine”, și gula, „gât”.

### Subspecii și areal
- P. f. fuligula (Lichtenstein, 1842)	— Provincia Eastern Cape. Subspecia nominalizată.[a]
- P. f. pusilla (Zedlitz, 1908) — Mali până în vestul Sudanului și cea mai mare parte a Etiopiei.
- P. f. fusciventris (Vincent, 1933) — Sudanul de Sud și Etiopia spre sud până în nordul Mozambicului.
- P. f. bansoensis (Bannerman, 1923) — Africa de Vest și Centrală
- P. f. anderssoni (Sharpe&Wyatt, 1887) — Nord-vestul și sud-vestul Angolei și nordul și centrul Namibiei
- P. f. pretoriae (Roberts, 1922) — Estul Africii de Sud

## Descriere

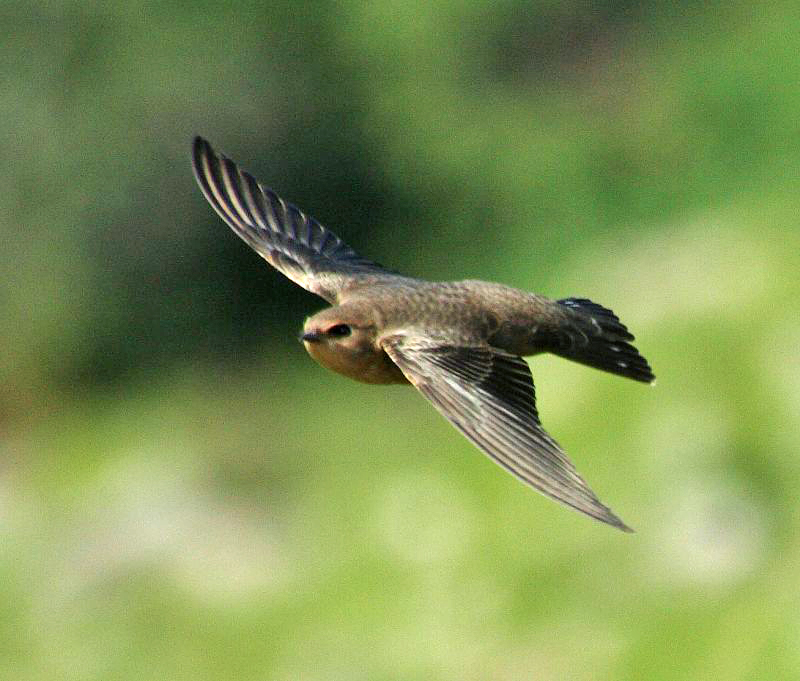
P. f. pretoriae în zbor

Lăstunul de stâncă are 12–15 cm lungime, cu părțile superioare de culoare maro-pământ și o coadă pătrată scurtă care are mici pete albe în apropierea vârfurilor penelor. Are bărbia, gâtul și pieptul superior de culoarea scorțișoarei, restul părților inferioare fiind de un maro asemănător cu părțile superioare. Ochii sunt căprui, ciocul mic este în principal negru, iar picioarele sunt maro-roz. Sexele sunt asemănătoare ca aspect, dar juvenilii au o culoare mai ștearsă.
Zborul lăstunului de stâncă este lent, cu bătăi rapide de aripi intercalate cu alunecări cu aripi întinse; este mai acrobatic decât lăstunul euroasiatic de stâncă. Este o pasăre tăcută; cântecul său este un ciripit înăbușit.